# Рудомина-Дусяцкий, Андрей
Андрей Рудомина-Дусяцкий (пол. Andrzej Rudomina-Dusiacki, лат. Andreas Rudamina; ок. 1595, Рудомина — 3 сентября 1631, Фучжоу) — католический религиозный деятель, иезуит, миссионер в Китае; переводчик литературы на китайский. Один из четырёх первых польских миссионеров, проповедовавших в Китае при правлении династий Мин и Цин (помимо Михала Бойма, Николая Смогулецкого и Яна Бонковского).

## Биография
Родился около 1595 года в Рудомине (нынешнее Рудаминское староство Литовской Республики) или Даугелишках-Старых (нынешнее Науясис-Даугелишкское староство Литовской Республики). Провёл детство в Даугелишках-Старых. Представитель польского дворянского рода Рудоминов-Дусяцких герба «Трубы». По одним данным, его родителями были Ян Рудомина-Дусяцкий (ум. 1599), градоначальник Вильна, и Дорота Гальвелянка. По другим данным, его отца звали Андрей Рудомина и он был старостой довгильским. Родственниками Андрея Рудомины-Дусяцкого были также дядя Матей, градоначальник Вильна, и двоюродный брат Ян, воевода браславский. В отличие от других членов семьи, он лично не использовал двойную фамилию «Рудомина-Дусяцкий». Использовал только герб «Трубы», хотя это дозволялось только Матею и его потомкам.
Андрей получил первоначальное образование в Виленской академии, окончил в 1613 году класс логики, состоял в Марианской содалиции. Позднее занимался философией в Майнце (1616) и Лёвене (1617). По возвращении в Великое княжество Литовское получил имение от семиотов герба «Лебедь» в Лучае (18 августа 1617 года). Служил при епископе виленском Евстафии Воловиче, родственнике Рудоминов-Дусяцких (сестра епископа была в браке с одним из Рудоминов). Примерно в 1618 году Андрей перевёл на польский язык книгу Жана де Шокье де Сюрле Thesaurus politicorum aphorismorum (издана в Риме в 1610 году), которую опубликовали в 1652 году в Вильно под названием «O odmianie państw i zgubie panujących i o słusznym ratunku» (с пол. — «О разнообразии стран, гибели правителей и о законном спасении») и переиздали в 1738 году под именем «Fortuna państw i panujących» (пол. Судьба государств и правителей).
Несмотря на планы о светской жизни, Андрей 31 мая 1618 года присоединился к ордену иезуитов вместе со своим слугой Николаем Влосевским и передал в том же году своему племяннику Петру имение в Лучае. Следующие два года он провёл в качестве послушника в монастыре святого Игнатия в Вильно (1618—1620) и постригся в монахи. Тогда же Андрей внёс вклад в фонд виленского конвента, передав 20 тысяч злотых на развитие села Гелажи (нынешнее Судервеское староство Литовской Республики). Позднее изучал богословие в Виленской академии (1620—1622), где подружился с Матеем Казимиром Сарбевским. В 1622 году Андрей отправился в Рим с Матеем для дальнейшего изучения богословия. 3 июня 1623 года был рукоположен в священники, в 1624 году окончил Римский колледж. После получения благословения от Муцио Вителлески, генерала Общества Иисуса на поездку в Китай 5 сентября 1624 года Андрей Рудомина отправился в Лиссабон.
После приготовлений в Лиссабоне Андрей Рудомина отплыл 6 апреля 1625 года из Португалии и достиг 22 августа Гоа, где проповедовал и занимался благотворительностью. В 1626 году он отплыл в Макао, португальские владения в Китае. В Цзядине он изучил китайский язык, литературу и культуру. Им были написаны две книги на китайском языке об аскетизме: «Восемнадцать изображений сердца» и «Десять изображений трудолюбивого человека и лентяя». В Китае он стал известен под именами Пань Ши (磐石 Pan Sze) и Лу Аньдэ (盧安德 Lu Ngan-tö в транскрипции с позднеимперского мандаринского языка). Вместе с Джулио Алени он написал книгу «Ответы на различные вопросы» (пол. Odpowiedzi na różne pytania), в которой излагал основные положения о вере и естественных науках (книгу издали в 1630 году в Фучжоу, переиздав в 1872 году). В 1627 году он, предположительно, отправился на конференцию в Цзядин, где обсуждалось, можно ли проповедовать Слово Божие на китайском языке.
В Цзядине Рудомина заболел туберкулёзом. С 1628 года он проповедовал в провинции Фуцзянь, где его состояние здоровья ухудшалось с каждым днём. В 1630 году он уехал в Фучжоу на лечение, но 5 сентября 1631 года после продолжительной болезни скончался. Похоронен на миссионерском кладбище в часовне-усыпальнице.

## Вопрос беатификации
Современники писали об Андрее Рудомине как о святом человеке: первым жизнь описал Бенедикт де Матос в агиографической работе «Жизнь и смерть преподобного Андрея Рудомины» (лат. Vita et mors P. Andree Rudomina ex litteris p. Benedicti de Matos socii eiusdem in missione sinensi), изданной в 1652 году. В 1900 году группа американских литовцев обратилась с письмо к папе римскому Льву XIII с прошением о беатификации Андрея Рудомины. В межвоенные годы попытку беатификации предприняли иезуиты из Литвы Бенедиктас Андрюшка и Йонас Бружикас. О беатификации снова заговорили только в 1987 году в честь 600-летия обращения Литвы в христианство.